# Cymbasoma rigidum
Cymbasoma rigidum är en kräftdjursart som beskrevs av J.C. Thompson 1888. Cymbasoma rigidum ingår i släktet Thaumaleus, och familjen Monstrillidae. Arten är reproducerande i Sverige.